# Lasioserica antennalis
Lasioserica antennalis är en skalbaggsart som beskrevs av Shuhei Nomura 1974. Lasioserica antennalis ingår i släktet Lasioserica och familjen Melolonthidae. Inga underarter finns listade i Catalogue of Life.